# علم التنوع
علم التنوع تم تصوره كمشروع بحثي دولي يهدف لتطوير تقييم نقدي للمفاهيم الراسخة “لوسائل الإعلام”. مفهوم الوسيلة تم فتحه بذلك للمنهجيات والتخصصات التي ظلت حتى الآن خارج الخطاب المعاصر عن وسائل الإعلام، مثل الإلهيات أو علم الموسيقى المتنوع أو جوانب منالعلوم الطبيعية أو الفنون الجميلة أو فقه اللغة الكلاسيكي. علاوة على ذلك، تم فتحه لثقافات المعرفة التي طالما استبعدت من الخطاب الغربي، مثل الثقافة الشرقية والعربية الإسلامية. يحاول علم التنوع أيضًا استكشاف كيف تصبح هذه التخصصات بالتبادل بعد ذلك مفتوحة للتفكير في فئات ومفردات وسائل الإعلام والاتصال. وبالتالي، فإن شبكة الأبحاث التي تشكل مشروع علم التنوع تضم علماء المؤسسات الأكاديمية وكذلك الفنانين والموسيقيين والمؤلفين.

## الأساس النظري
من أجل التوصل إلى فهم مختلف لوسائل الإعلام، فإن جزءًا أساسيًا من البحث هو تطوير شبكة من العلماء والفنانين والدارسين المنشغلين بـ «علاقات الوقت العميق» بين الفنون والعلوم والتكنولوجيا. يشير مصطلح «علاقات الوقت العميق» إلى مفهوم تعددية الاجتياز خلال علم النسب لما نسميه اليوم بوسائل الإعلام. المرتكز النظري الأساسي هو مفهوم ميشيل فوكو لعلم الأنساب الذي طوره من أفكار فريدرخ نيتشهعن الأخلاق باعتبارها بنية تتولد تاريخيًا واجتماعيًا. كانت منهجية فوكو في هذا الصدد فهم التاريخ باعتباره دستورًا للمعرفة والخطابات والتجسيد، وما إلى ذلك، بعيدًا عن فكرة المواضيع التاريخية وفئات الثقافة والسلطة الغربية (أوروبية التمركز)التي لا جدال فيها سابقًا.

## ورش العمل والمنشورات
تعتبر ورشة العمل الدولية السنوية جزءًا لا يتجزأ من المشروع. تم عقد ورش العمل الثلاث الأولى لعلم التنوع في أكاديمية الفنون الإعلامية في كولونيا، والرابعة في جامعة برلين للفنون (UdK) في برلين، والخامسة في مكتبة فيكتور عمانويل الثالث الوطنية في نابولي بإيطاليا.
- 2011: زيلينسكي، وسيغفريد، وإيكهارد فيرلس (المحررون). علم التنوع 5 ـ الشؤون النابولية. عن علاقات الوقت العميق للفنون والعلوم والتكنولوجيا (كولونيا: نشرت بواسطة فالتر كونيغ). ISBN 978-3-86560-887-1

- 2010: زيلينسكي، وسيغفريد، وإيكهارد فيرلس (المحررون). علم التنوع 4 ــ عن علاقات الوقت العميق للفنون والعلوم والتكنولوجيا في العالم العربي الإسلامي وما وراءها (كولونيا: نشرت بواسطة فالتر كونيغ). ISBN 3-86560-732-4

- 2008: زيلينسكي، وسيغفريد، وإيكهارد فيرلس (المحررون). علم التنوع 3 ــ عن علاقات الوقت العميق للفنون والعلوم والتكنولوجيا في الصين وفي كل مكان (كولونيا: نشرت بواسطة فالتر كونيغ). ISBN 3-86560-366-1-

- 2006: زيلينسكي، وسيغفريد، وديفيد لينك (المحررون). علم التنوع 2 ــ عن علاقات الوقت العميق للفنون والعلوم والتكنولوجيا (كولونيا: نشرت بواسطة فالتر كونيغ). ISBN 3-86560-050-6.

- 2005: زيلينسكي، وسيغفريد، وسيلفيا إم فاغنيرماير (المحررون). علم التنوع ــ عن علاقات الوقت العميق للفنون والعلوم والتكنولوجيا (كولونيا: نشرت بواسطة فالتر كونيغ). ISBN 3-88375-914-7